# Néophyte VII de Constantinople

Néophyte VII de Constantinople (en grec : Νεόφυτος Ζ΄) fut patriarche de Constantinople du 1er mai 1789 au 1er mars 1794, puis du 19 septembre 1798 au 17 juin 1801.